# Gran mentida

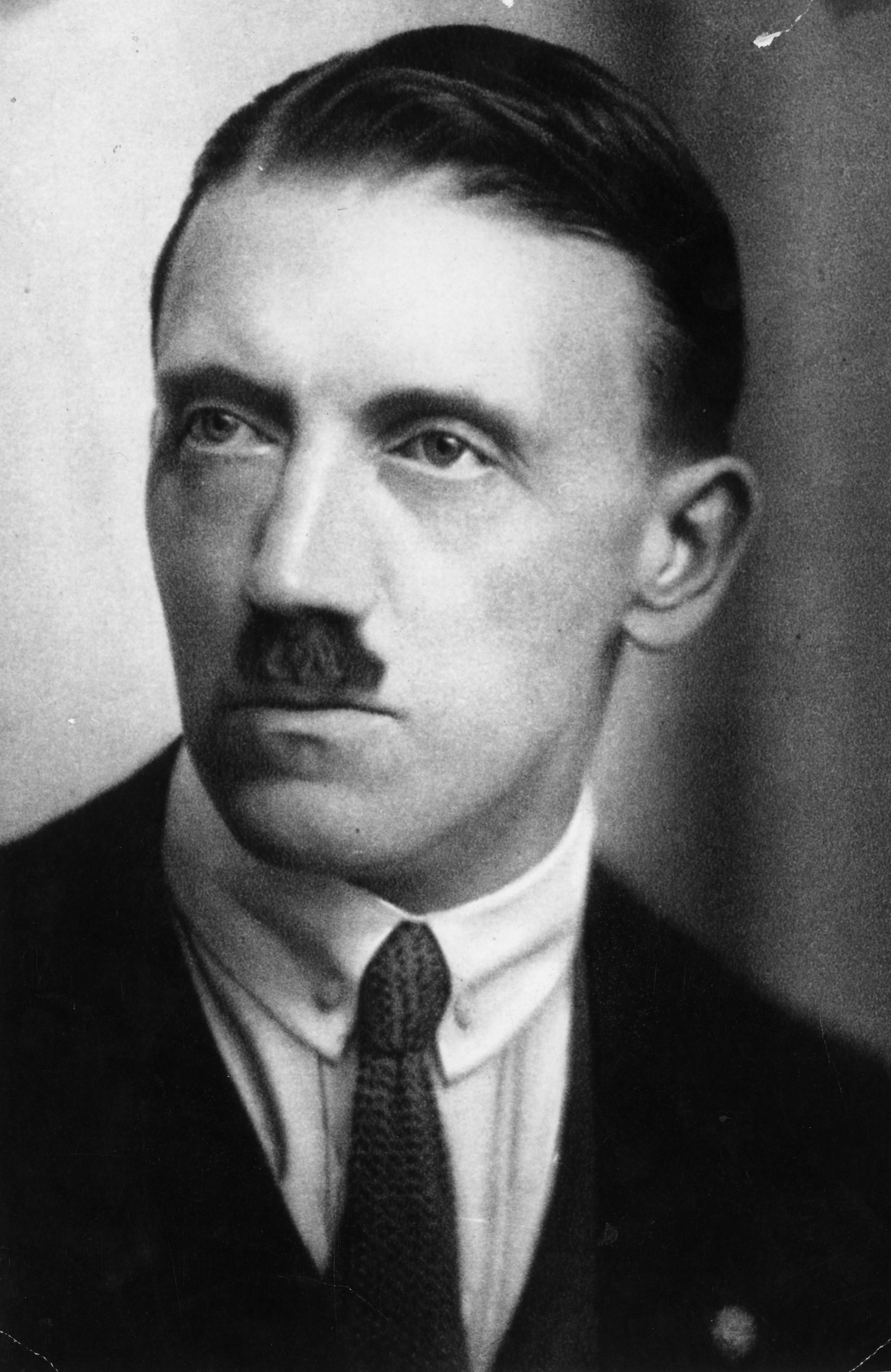
Adolf Hitler a principis de la dècada de 1920, més o menys quan va començar a escriure Mein Kampf (1925)

La gran mentida (alemany: große Lüge) és una gran distorsió o tergiversació de la veritat utilitzada principalment com a tècnica de propaganda política. L'expressió alemanya va ser utilitzada per primera vegada per Adolf Hitler en el seu llibre Mein Kampf (1925) per descriure com es podia induir a la gent a creure una mentida tan colossal perquè no es creuria que algú "pogués tenir la descarada de distorsionar la veritat de manera tan infame". Hitler va afirmar que la tècnica havia estat utilitzada pels jueus per culpar de la pèrdua d'Alemanya durant World War I al general alemany Erich Ludendorff, que era un destacat líder polític nacionalista a la República de Weimar.

## Descripció
Segons l'historiador Jeffrey Herf, els nazis van utilitzar la idea de la gran mentida original per canviar el sentiment contra els jueus i justificar l'Holocaust. Herf sosté que el principal propagandista de l'Alemanya nazi Joseph Goebbels i el Partit Nazi van utilitzar realment la tècnica de la gran mentida que van descriure. – i que la van utilitzar per convertir l'antisemitisme de llarga data a Europa en assassinats massius. Herf argumenta, a més, que la gran mentida dels nazis va ser la seva representació d'Alemanya com una nació innocent i assetjada contra els " jueus internacionals ", que els nazis van culpar d'iniciar World War I. La propaganda nazi va afirmar repetidament que els jueus tenien un poder secret i desmesurat a Gran Bretanya, Rússia i els Estats Units. Va difondre encara més les afirmacions que els jueus havien començat una guerra d'extermini contra Alemanya, i les va utilitzar per afirmar que Alemanya tenia el dret d'aniquilar els jueus en autodefensa.
Al segle XXI, el terme s'ha aplicat als intents de Donald Trump i els seus aliats de revocar el resultat de les eleccions presidencials dels Estats Units del 2020, concretament la falsa afirmació que les eleccions van ser robades a través d'un frau electoral i electoral massiu. L'envergadura de les reclamacions va provocar que els partidaris de Trump ataquessin el Capitoli dels Estats Units. Informes posteriors indiquen que Trump sabia que realment havia perdut les eleccions mentre promocionava la narrativa. Els estudiosos diuen que la repetició constant a través de moltes formes diferents de mitjans és necessària per a l'èxit de la tècnica de la gran mentida, així com una motivació psicològica perquè el públic cregui les afirmacions extremes.

## Usos relacionats amb l'Alemanya nazi

### Descripció de Hitler

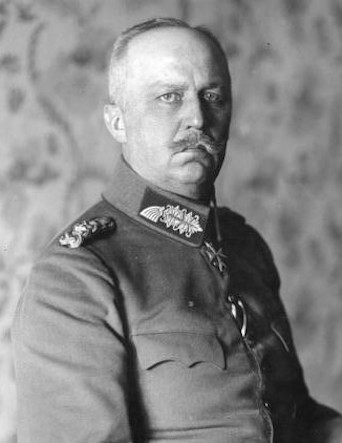
Hitler va afirmar que els jueus havien difós la "gran mentida" que el general Erich Ludendorff era responsable de la pèrdua del país a la Gran Guerra

La definició de Hitler es dóna al capítol 10 del Mein Kampf d'Adolf Hitler (part d'un sol paràgraf tant a l'original alemany com a la traducció de James Murphy ):
 
El 1943, el col·laborador del New York Times, Edwin James, va afirmar que la mentida més gran de Hitler va ser la seva afirmació revisionista que Alemanya no va ser derrotada a la guerra el 1918, sinó que va ser traïda per grups interns. Aquest mite de la punyalada a l'esquena va ser difós per grups de dreta, incloent els nazis.

### Justificació de l'Holocaust
Segons l'historiador Jeffrey Herf, els nazis van utilitzar la idea de la gran mentida original per canviar el sentiment contra els jueus i justificar l'Holocaust. Herf sosté que Joseph Goebbels i el Partit Nazi van utilitzar realment la tècnica de la gran mentida que van descriure – i que la van utilitzar per convertir l'antisemitisme de llarga data a Europa en assassinats massius. Herf argumenta a més que la gran mentida dels nazis va ser la seva representació d'Alemanya com una terra innocent i assetjada contra els jueus internacionals, que els nazis van culpar d'iniciar World War I. La propaganda nazi va afirmar repetidament que els jueus tenien el poder entre bastidors a Gran Bretanya, Rússia i els Estats Units. Va difondre encara més les afirmacions que els jueus havien començat una guerra d'extermini contra Alemanya, i les va utilitzar per afirmar que Alemanya tenia el dret d'aniquilar els jueus en autodefensa.

### Descripció de Goebbels

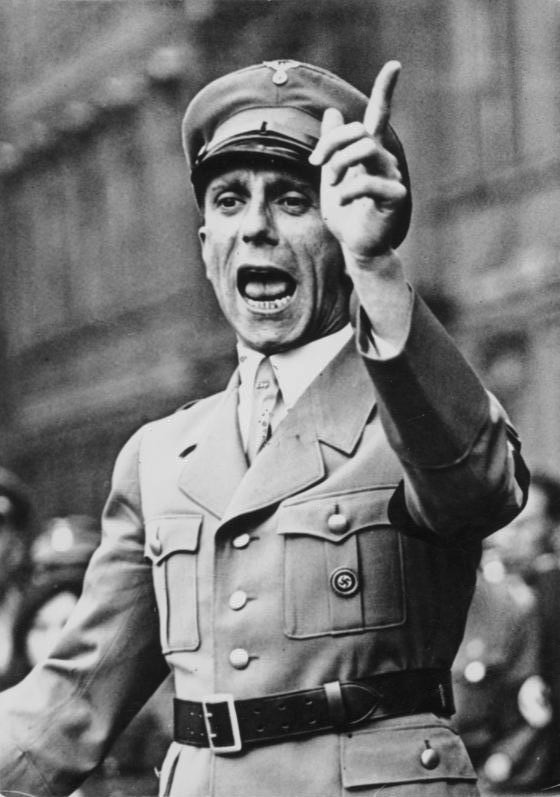
Joseph Goebbels, cap del Ministeri de Propaganda de l'Alemanya nazi

Joseph Goebbels també va proposar una teoria que s'ha associat habitualment amb l'expressió "gran mentida". Goebbels va escriure el següent paràgraf en un article datat el 12 de gener de 1941, setze anys després que Hitler utilitzés la frase per primera vegada. L'article, titulat "Aus Churchills Lügenfabrik" (en anglès: "From Churchill's Lie Factory") es va publicar a Die Zeit ohne Beispiel.
 

#### Suposada cita
La següent suposada cita de Joseph Goebbels s'ha repetit en nombrosos llibres i articles i en milers de pàgines web, però cap d'ells ha citat una font primària. Segons la investigació i el raonament de Randall Bytwerk, és poc probable que Goebbels ho hagués dit:
Si dius una mentida prou gran i la continues repetint, la gent finalment s'ho creurà. La mentida només es pot mantenir mentre l'Estat pugui protegir el poble de les conseqüències polítiques, econòmiques i/o militars de la mentida. Per tant, esdevé de vital importància que l'Estat faci servir tots els seus poders per reprimir la dissidència, perquè la veritat és l'enemic mortal de la mentida i, per tant, per extensió, la veritat és el màxim enemic de l'Estat.

### Perfil psicològic nord-americà de Hitler
La frase "gran mentida" es va utilitzar en un informe elaborat cap a 1943 per Walter C. Langer per a l'Oficina de Serveis Estratègics dels Estats Units per descriure el perfil psicològic de Hitler. L'informe es va publicar més tard en forma de llibre com The Mind of Adolf Hitler el 1972. Langer va dir del dictador:
Les seves regles principals eren: mai permetre que el públic es refredi; mai admetre una falta o un error; mai admeteu que hi pot haver algun bé en el vostre enemic; mai deixar espai per a alternatives; mai acceptar la culpa; concentrar-se en un enemic alhora i culpar-lo de tot el que va malament; la gent creurà una gran mentida més aviat que una petita; i si ho repeteixes amb prou freqüència la gent s'ho creurà tard o d'hora.

### La mort de Hitler
Un llibre dels Estats Units de 1947 sobre la mort d'Adolf Hitler descriu la infecciosa desinformació soviètica sobre la seva suposada supervivència com un exemple de la tècnica, fent un gest amb el llibre de 1911 del filòsof alemany Hans Vaihinger The Philosophy of 'As if', que reflexiona sobre l'acceptació de les mentides amb finalitats utilitaristes. El llibre nord-americà afirma que el lideratge soviètic, "en adonar-se que els sistemes totalitaris comunistes i els mètodes de la policia secreta requereixen una amenaça contínua com a justificació de la seva existència, van decidir mantenir viu el fantasma de Hitler... com a mitjà per dramatitzar la contínua amenaça del feixisme", reforçant els seus militars.
En el seu polèmic llibre de 1968, l'historiador soviètic Lev Bezymenski cita l'anunci inicial de la mort de Hitler per part de l'Alemanya nazi com a exemple de la gran mentida, ja que afirmava que havia mort mentre actuava com a soldat en el compliment del deure.

## Altres usos

### Època de la Guerra Freda
Alguns funcionaris del govern dels EUA creien que la tècnica va continuar sent emprada pels teòrics de la conspiració antisemites durant les dècades posteriors a la Guerra Mundial. II. En el seu informe de 1964 sobre a Text antisemita fabricat publicat per primera vegada a Rússia el 1903, els membres del Subcomitè de Seguretat Interna del Senat van declarar la seva creença que els "venders ambulants" del pamflet desmentit feien ús de "la tècnica hitleriana de la "gran mentida"" no només com a mitjà per promoure els canards antisemites, sinó també per explotar les pors de la influència comunista nord-americana.

### Falses afirmacions de Trump sobre unes eleccions robades

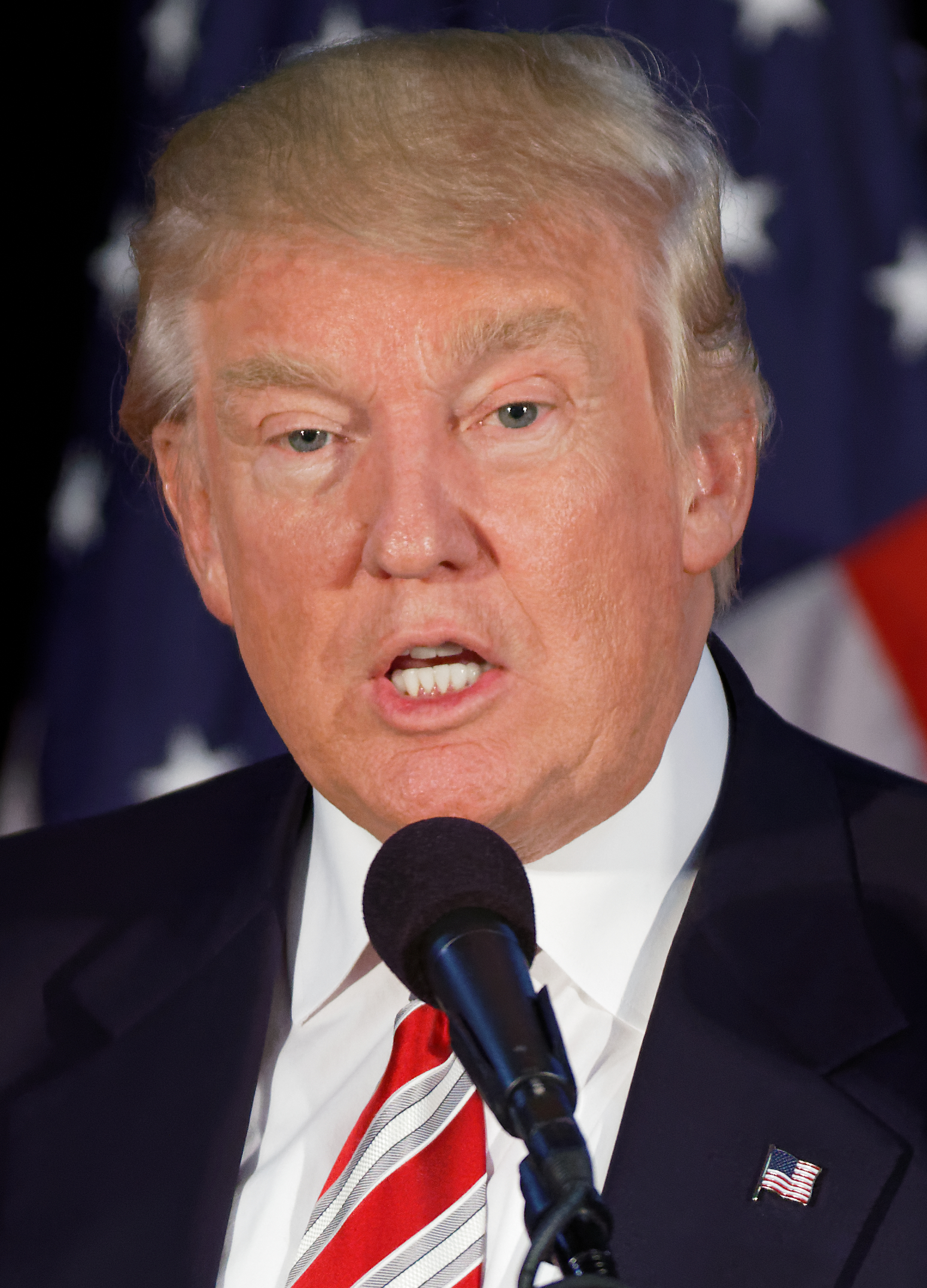
Donald Trump

Segons el verificador de dades de CNN, Daniel Dale, el 9 de juny de 2021, l'expresident Donald Trump havia emès 132 declaracions escrites des que va deixar el càrrec, de les quals "un terç ha inclòs mentides sobre les eleccions".

Per sembrar dubtes electorals, Trump va augmentar l'ús de declaracions d'"eleccions manipulades" i "interferències electorals" abans de les eleccions del 2024 en comparació amb les dues eleccions anteriors.

Durant la seva carrera política, el president dels Estats Units, Donald Trump, ha emprat les tècniques de propaganda que s'han caracteritzat com la mànega de la falsedat i la gran mentida. Per donar suport als seus intents de revocar les eleccions presidencials dels Estats Units del 2020, ell i els seus aliats van afirmar repetidament i falsament que hi havia hagut un frau electoral massiu i que Trump era el veritable guanyador de les eleccions. L'any 2023, els principals mitjans de comunicació van caracteritzar les afirmacions de Trump no com a simples falsedats, sinó com a mentides.
Els senadors nord-americans Josh Hawley de Missouri i Ted Cruz de Texas van impugnar posteriorment els resultats de les eleccions al Senat. El seu esforç va ser caracteritzat com "la gran mentida" pel llavors president electe Joe Biden : "Crec que el públic nord-americà té una visió molt clara i clara de qui són. Formen part de la gran mentida, la gran mentida". Els senadors republicans Mitt Romney d'Utah i Pat Toomey de Pennsilvània, els estudiosos del feixisme Timothy Snyder i Ruth Ben-Ghiat, l'experta en assumptes russos Fiona Hill i altres també van utilitzar el terme "gran mentida" per referir-se a les falses afirmacions de Trump sobre el frau electoral massiu. Al maig de 2021, molts republicans havien arribat a acceptar la falsa afirmació i l'utilitzaven com a justificació per imposar noves restriccions de vot i intentar prendre el control de la gestió administrativa de les eleccions. Els republicans que es van oposar a les reivindicacions van patir una reacció negativa.
A principis del 2021, The New York Times va examinar la promoció de Trump de "la gran mentida" amb finalitats polítiques per subvertir les eleccions del 2020 i va concloure que la mentida va encoratjar l'atac del 2021 al Capitoli dels EUA. L'atac es va citar en una resolució per destituir Trump per segona vegada. Durant el segon judici de destitució de Trump, els administradors de la casa Jamie Raskin, Joe Neguse, Joaquin Castro, Stacey Plaskett i Madeleine Dean van discutir com Trump va utilitzar "la gran mentida" per afirmar repetidament que li van robar les eleccions. El 7 d'octubre, el Comitè Judicial del Senat va publicar un nou testimoni i un informe del personal segons el qual "estàvem a mig pas d'una crisi constitucional plena, ja que el president Donald Trump i els seus fidels van amenaçar amb una presa de control del Departament de Justícia (DOJ)". anul·lació de les eleccions del 2020".

### Ús al segle XXI pels conservadors nord-americans
El terme ha estat utilitzat per destacades figures de la dreta nord-americana per descriure les acusacions que la victòria de Trump a les eleccions del 2016 va ser el resultat d'una suposada connivència entre la seva campanya i Rússia. L'antic fiscal general William Barr va descriure aquestes acusacions com "una gran mentida molt perjudicial" que va inhibir la capacitat de l'administració de tractar adequadament amb Vladimir Putin, un sentiment que també va fer ressò l'expresident de la Cambra Newt Gingrich.
A principis del 2021, Trump i diversos republicans destacats van començar a utilitzar el terme "la gran mentida", al·legant que es refereix a altres qüestions electorals. Trump va afirmar que el terme es refereix a les "Eleccions presidencials fraudulentes del 2020". Un article d'opinió al Wall Street Journal, típicament de centredreta, així com els polítics republicans Mitch McConnell i Newt Gingrich, es referien a "la gran mentida" com l'oposició demòcrata al que eren nous i més restrictius requisits d'identificació dels votants. L'oficina de McConnell es va referir a un intent demòcrata d'abolir l'obstrucció per promulgar una legislació sobre els drets de vot com "la gran mentida de l'esquerra [que] hi ha alguna malvada conspiració contra el vot arrasant Amèrica". Timothy Snyder descriu els intents d'invertir la narració:

### Xina
El govern de la Xina ha negat haver comès abusos dels drets humans contra els uigurs a Xinjiang i ha titllat les declaracions de genocidi uigur com una "gran mentida" perpetrada per forces hostils.